# برغز (حاصبيا)
برغز هي إحدى القرى اللبنانية من قرى قضاء حاصبيا في محافظة النبطية.
- المسافة من بيروت: 113 كلم
- الارتفاع عن سطح البحر: 520 م